# Epizeuxis meridiorientalis
Epizeuxis meridiorientalis là một loài bướm đêm trong họ Noctuidae.